# はるお嬢さま、恋のお時間です!
『はるお嬢さま、恋のお時間です！』（はるおじょうさま、こいのおじかんです）は、中原杏による日本の漫画作品。『ちゃお』（小学館）にて、2020年9月号より2021年5月号まで連載された。YouTubeの「ちゃおチャンネル」にて、第1話の内容のボイスコミックが配信された。作者は本作を楽しんで描いているという。

## あらすじ
主人公・宝来はるの初恋は、彼女の家の執事の息子・ユキナリである。ユキナリの引っ越しにより疎遠となったが、はるは頻繁に彼の夢を見るほどに忘れることはなかった。はるの家は5年前まで金持ちだったが、父親の会社が倒産し、貧乏な生活を送っている。そのためはるは、日本でもトップの金持ちが通う男子校・私立ロイヤル学園で彼氏を作り、セレブ婚をするという野望を抱いているのであった。
藤原雪という女子が転校してくる。雪と親しくなり、現状に満足するはるだったが、野望を思い出す。危ないところを雪に助けてもらったはる。転んだ拍子に雪がユキナリであるという事実が発覚する。ユキナリははるの父親からはるを守ってほしいと頼まれ、女装した姿で転校してきたことを明かす。再会したユキナリは今のままでははるにセレブ婚は無理であるため、指導すると宣言するのであった。はるは野望のために奮闘するが、上手くいかない日々を送る。

## 登場人物
声の項はボイスコミックの声優。
宝来 はる（たからい はる）
声 - 村上奈津実
主人公。13歳。私立ロイヤル学園の唯一の女子生徒。親の親友であるピエール（声 - 若林佑）が学園長のため、特別に男子校に入学することを許され、学費も無料で通うことが出来ている。
いじめられている人間を見かけると、助けるような性格の持ち主。男子生徒からは「可愛い子なのに残念」だと噂されている。髪質は天然パーマ。ユキナリとの思い出のキーホルダーを大切にしている。料理が苦手。
藤原 雪（ふじわら ゆき） / ユキナリ
声 - 榊原優希
13歳。私立ロイヤル学園に転校してきた女子生徒。女装姿は美人で、本来の姿はイケメン。子供のころは泣き虫な性格だった。雷が苦手。
華蝶 美輝翔（かちょう みきと）
声 - 蒔村拓哉
はるにラブレターを渡し、強引に迫った男子生徒。身長が低い。はるの父親より年上に見える風貌をしているため、はるやSPたちから「課長」のニュアンスで呼ばれる。外国人の専属SPがいる。
伊集院 司（いじゅういん つかさ）
3年の男子生徒。セバスチャンという執事がいる。本命は雪だったが、はるがプロレス技をかけたことにより、はるを好きになった。

## 書誌情報
- 中原杏『はるお嬢さま、恋のお時間です！』小学館〈ちゃおコミックス〉、全2巻
  1. 2021年2月6日初版発行（2月1日発売[6]）、ISBN 978-4-09-871284-7
  2. 2021年7月31日初版発行（7月26日発売[7]）、ISBN 978-4-09-871455-1